# Comté de Fisher
Le comté de Fisher, en anglais : Fisher County, est un comté situé dans l'État du Texas aux États-Unis. Il est nommé en l'honneur de Samuel Fisher, un secrétaire de la marine nationale de la république du Texas. Le siège du comté est la ville de Roby. Selon le recensement des États-Unis de 2020, sa population est de 3 672 habitants. 
Le comté a une superficie de 902 km2, dont 901 km2 en surfaces terrestres.

## Démographie
| Groupes           | Comté de Fisher | Texas | États-Unis |
| ----------------- | --------------- | ----- | ---------- |
| Blancs            | 86,7            | 70,4  | 72,4       |
| Autres            | 7,2             | 10,6  | 6,4        |
| Afro-Américains   | 3,4             | 11,9  | 12,6       |
| Métis             | 2,0             | 2,5   | 2,7        |
| Amérindiens       | 0,5             | 0,7   | 0,9        |
| Asiatiques        | 0,2             | 3,8   | 4,8        |
| Total             | 100             | 100   | 100        |
|                   |                 |       |            |
| Latino-Américains | 25,1            | 37,6  | 16,7       |

Selon l'American Community Survey, pour la période 2011-2015, 79,83 % de la population âgée de plus de 5 ans déclare parler l'anglais à la maison, 19,67 % l'espagnol et 0,50 % une autre langue.